# Baltic Cup 1970
Der Baltic Cup 1970 war die 24. Austragung des Turniers der Baltischen Länder, dem Baltic Cup. Das Turnier für Fußballnationalteams fand zwischen dem 24. und 26. Juli 1970 in Litauen statt. Ausgetragen wurden die Spiele in Šiauliai. Die Litauische Fußballnationalmannschaft gewann ihren 7. Titel.

## Gesamtübersicht
Tabelle nach Zwei-Punkte-Regel.
| Pl. | Verein         | Sp. | S | U | N | Tore    | Diff. | Punkte |
| --- | -------------- | --- | - | - | - | ------- | ----- | ------ |
| 1.  | Litauische SSR | 2   | 2 | 0 | 0 | 004:100 | +3    | 04     |
| 2.  | Estnische SSR  | 2   | 1 | 0 | 1 | 002:200 | ±0    | 02     |
| 3.  | Lettische SSR  | 2   | 0 | 0 | 2 | 002:500 | −3    | 0      |

|                           |   |               |     |
| 24. Juli 1970 in Šiauliai |   |               |     |
| Litauische SSR            | – | Estnische SSR | 1:0 |
| 25. Juli 1970 in Šiauliai |   |               |     |
| Estnische SSR             | – | Lettische SSR | 2:1 |
| 26. Juli 1970 in Šiauliai |   |               |     |
| Litauische SSR            | – | Lettische SSR | 3:1 |